# Morley (Norfolk)
Morley is een civil parish in het bestuurlijke gebied South Norfolk, in het Engelse graafschap Norfolk met 1241 inwoners.